# Kate & Allie
Kate & Allie är en amerikansk situationskomedi som producerades av Universal Television och sändes av CBS mellan 1984 och 1989.

## Handling
Två frånskilda kvinnor flyttar in i en gemensam lägenhet tillsammans med sina barn.

## Rollista i urval
- Susan Saint James – Kate McArdle
- Jane Curtin – Allie Lowell
- Ari Meyers - Emma McArdle
- Allison Smith - Jennie Lowel
- Frederick Koehler - Chip Lowell
- Sam Freed -  Bob Barsky